# Kostel svatého Jiří (Dolní Branná)
Kostel svatého Jiří je neorománský filiální kostel v obci Dolní Branná, který vznikl na základech původního gotického kostela. Je zapsán na seznamu kulturních památek České republiky.

## Historie
První dřevěný kostel nechala v Dolní Branné vystavět Eusebia z Valdštejna roku 1398. Během husitských válek byl však tento kostel zničen. V roce 1490 nechal majitel vesnice, Jiří z Valdštejna, postavit nový kostel, tentokrát kamenný a se zvonicí. V 19. století již přestal vyhovovat nárokům a roku 1857 bylo rozhodnuto o přestavbě. Základní kámen byl položen 21. září 1857. Přestavba trvala tři roky a kostel byl vysvěcen 2. října 1860.
Poslední velká oprava proběhla mezi lety 1969 až 1970.

## Popis

### Kostel

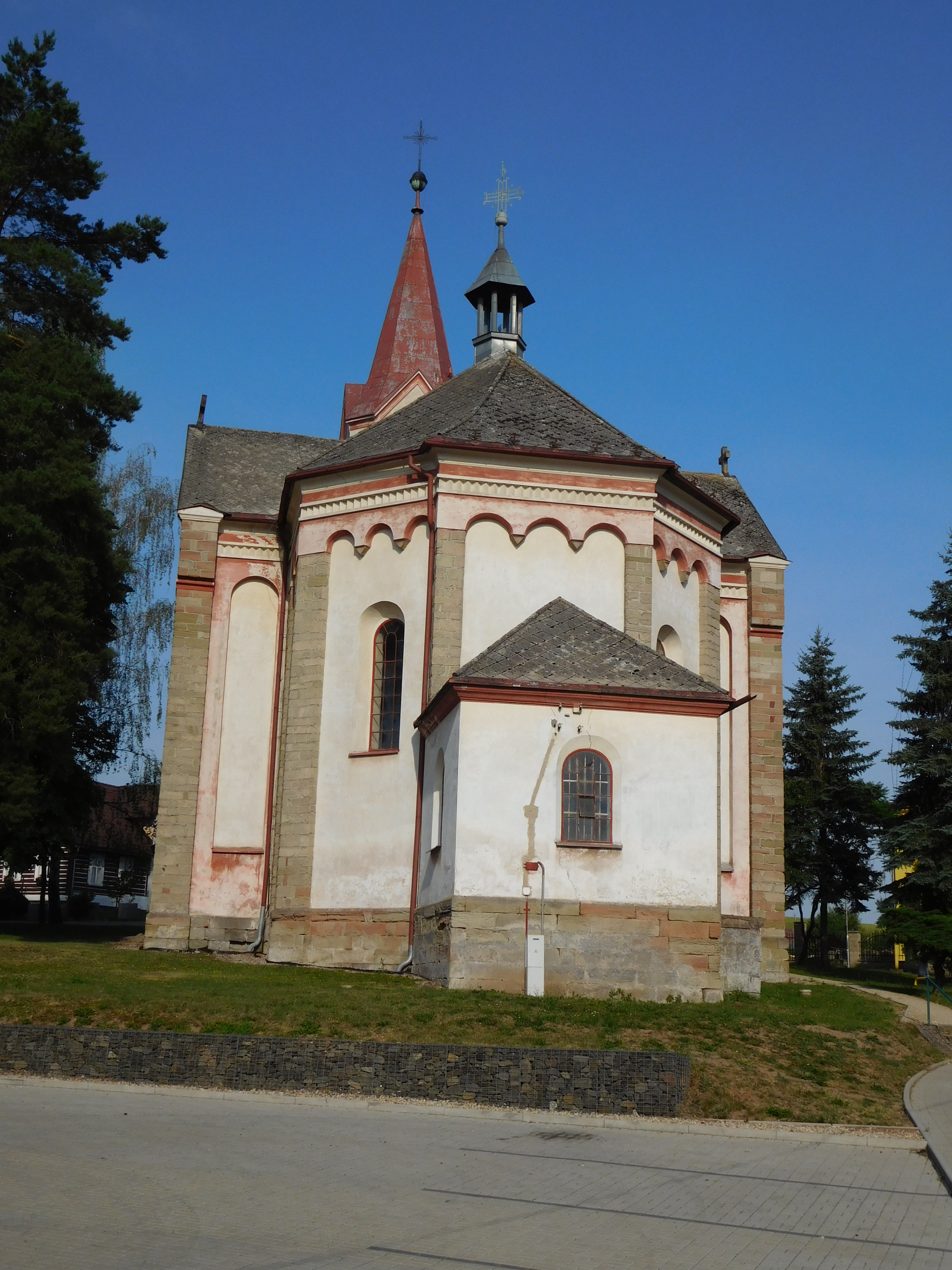
Kostel svatého Jiří

Jednolodnímu kostelu s polygonálně uzavřeným presbytářem a příčnou lodí dominuje hranolová věž vystavěna na západním průčelí. Věž je zakončena makovicí s latinským křížem. Střecha kostela je sedlová. Příčná loď je završena štíty se zubořezem. Sokl stavby vyrovnává svažitost terénu.
V interiéru se nachází bílá mramorová deska se čtyřmi dětskými postavičkami a ukřižovaným Kristem. Je na ní český nápis: „V r. 1597 před tímto oltářem mrtvá těla synů a dcer pana Johanna Blediny, úředníka štěpanického panství, v tichu očekávají příchod Pána“.
Nachází se zde jednomanuálové pneumatické varhany s Barkerovou pákou. Stroj sestavil Josef Ženatý a Josef Kunt roku 1926.

### Zvony
V kostele se nachází jediný zvon. Ten je se svým rokem vzniku 1499 údajně druhým nejstarším datovaným v Královéhradecké diecézi. Má hmotnost 260 kg.